# George Clare
George Peter Clare (geboren als Georg Peter Klaar 21. Dezember 1920 in Wien; gestorben 26. März 2009 in Newmarket, Suffolk) war ein britischer Journalist österreichischer Herkunft.

## Leben
Georg Klaars Vater Ernst Klaar (1889–1942) war ein höherer Bankbeamter der Wiener Länderbank. Klaar gelang nach dem Anschluss Österreichs 1938 die Flucht nach Irland, sein Vater und seine Mutter Ernestine gerieten nach Frankreich und wurden 1942 im KZ Auschwitz ermordet, die Großmutter Julie Klaar im Ghetto Theresienstadt. George Clare wurde britischer Soldat im Zweiten Weltkrieg. Nach Kriegsende wurde er 1946 im besetzten Berlin als Besatzungssoldat bei Entnazifizierungsverfahren eingesetzt und wirkte als Presseoffizier zusammen mit Hugh Greene am Neuaufbau der Medien mit. Clare erhielt 1947 die britische Staatsbürgerschaft.
Clare arbeitete als Nachrichtenredakteur und war von 1963 bis 1983 Direktor des Londoner Büros des Axel Springer-Verlags. Er schrieb eine Familienchronik seiner jüdischen Wiener Familie bis zu ihrem Ende im Holocaust; mit dem Buch gewann er 1982 den WH Smith Literary Award. Ein weiteres autobiografisches Buch schildert die Nachkriegszeit in Berlin. Clare erhielt 2005 einen Ehrendoktortitel der National University of Ireland, Galway.
Clare heiratete 1939 in Irland seine Jugendfreundin Lisl Beck, der ebenfalls die Flucht aus Wien geglückt war; sie hatten drei Kinder. Nach dem Tod seiner Frau 1965 war er mit Christel Vorbringer verheiratet.

## Schriften

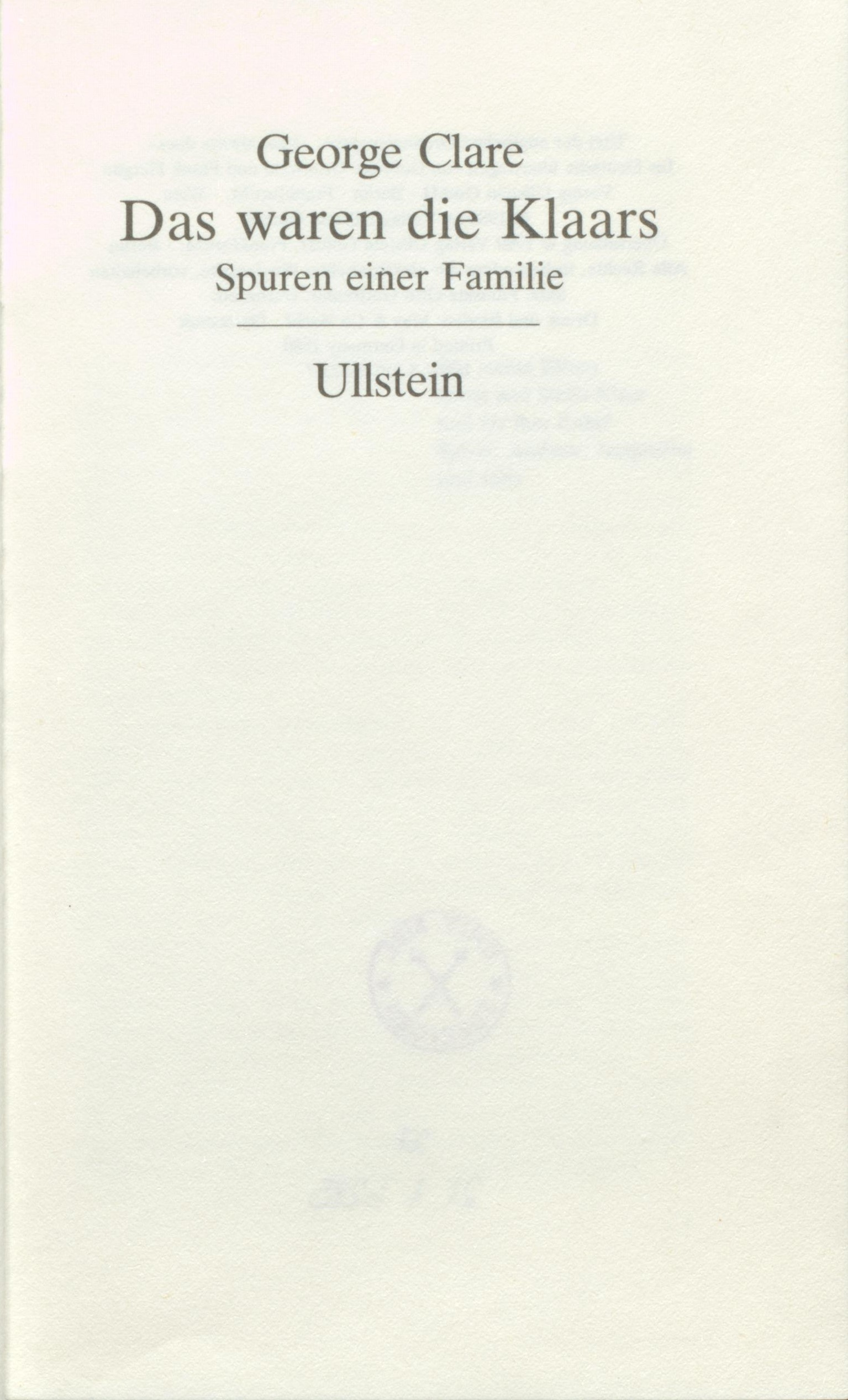
Das waren die Klaars (1980)

- Last waltz in Vienna: The Destruction of a Family 1842–1942. London: Macmillan, 1981 (auch unter dem Titel Man always does)
  - Das waren die Klaars: Spuren einer Familie. Übersetzung Gabriele Grunwald, Frank Hergün. Berlin: Ullstein, 1980 ISBN 978-3-550-06323-7 auch unter dem Titel Letzter Walzer in Wien: Die Geschichte einer Familie bis 1938
- Berlin days. London: Macmillan, 1989 ISBN 0-333-48345-6 auch unter dem Titel Before the Wall: Berlin days 1946–1948